# Distretto di Khao Chaison
Il distretto di Khao Chaison (in thailandese: เขาชัยสน) è un distretto (amphoe) della Thailandia, situato nella provincia di Phatthalung.